# Hoplia prasina
Hoplia prasina är en skalbaggsart som beskrevs av Gilbert John Arrow 1941. Hoplia prasina ingår i släktet Hoplia och familjen Melolonthidae. Inga underarter finns listade i Catalogue of Life.